# ジョルジュ・クレマンソー
ジョルジュ・バンジャマン・クレマンソー（Georges Benjamin Clemenceau、1841年9月28日 - 1929年11月24日）は、フランスの政治家、ジャーナリスト。首相（在任：1906年 - 1909年、1917年 - 1920年）を2期務めた。

## 経歴・人物
1841年9月28日、フランス西北部ヴァンデ県のムイユロン＝アン＝パレドで生まれた。
1869年、モンマルトルに移り医師となるが、その後政治家を志し、翌1870年にパリの18区長となった。1871年2月8日、急進共和派の一員としてセーヌ県選出国民議会議員となる。3月20日、議会に80人で構成されるパリ・コミューンの設立法案を提出したが、26日のコミューン評議会選挙では当選しなかった。その後、政府とコミューンの調停工作を行うが失敗し、パリ18区長と国民議会議員を辞任した。その後、しばらく政界を離れたが、同年7月23日にクリニャンクール地区選出パリ市議会議員となる。以降副議長職を経て1875年に議長に就任。
1876年、再びパリ第18区選出の代議院議員に当選。議会の最左翼、急進的社会主義者グループに所属し、リーダーとして活躍。1877年5月16日危機の後、共和派の一員としてアルベール・ド・ブロイ内閣を攻撃、1879年にはブロイ内閣への起訴を要求して人気を得た。1880年、日刊紙『正義』(La Justice)を発行。以降ジュール・グレヴィ大統領期（1879年 - 1887年）を通して政治評論家としての名声を確固なものにしたが、一方で自身は政権をとらなかった。ジュール・フェリー首相（在任：1880年 - 1881年、1883年 - 1885年）の植民地政策を攻撃して、清仏戦争での失態（トンキン騒動）を利用してフェリー内閣を崩壊させた。1885年フランス議会選挙では急進主義政策を提唱してパリ第18区とヴァール県の両方で当選、後者の代表として議員を務めた。翌1886年、組閣を拒否して、右派とともにシャルル・ド・フレシネ内閣の続投を支持、ジョルジュ・ブーランジェ将軍を陸軍大臣として入閣させた。ブーランジェが野心をあらわにすると（ブーランジェ将軍事件）、クレマンソーは支持を撤回してブーランジェ運動への批判の急先鋒になったが、急進派の新聞紙は引き続きブーランジェを支援した。
1887年にダニエル・ヴィルソンの勲章収賄事件を暴露すると、モーリス・ルーヴィエ内閣が総辞職、グレヴィ大統領はクレマンソーに組閣を打診したが、クレマンソーが組閣を拒否するとグレヴィは辞任した。続く大統領選挙では支持者に対しフェリー、ド・フレシネ、シャルル・フロケのいずれにも投票しないよう呼びかけ、「部外者」といえるマリー・フランソワ・サディ・カルノーを当選させた。しかし、ブーランジェへの支持をめぐり急進派が分裂したこと、パナマ運河疑獄においてコルネリウス・エルツとの関係により関与を疑われたこと、露仏同盟に反対したことにより人気を失い、1893年フランス議会選挙で落選した。
落選した後は一旦政界を離れ、ジャーナリスト活動に専念する。ドレフュス事件ではドレフュス擁護の論陣を展開、エミール・ゾラを支援した。1898年1月13日、『オーロール』紙にゾラによる大統領あての公開告発文「我弾劾す」 (J'accuse!)を掲載した。
1900年に『正義』紙を離れて週刊紙『Le Bloc』を創刊、1902年3月まで続いた。また、それまで上院にあたる元老院の廃止を主張したが、1902年4月6日に元老院議員（ヴァール県選出）に選出された。元老院では左派から保守派に転向。
1906年3月にモーリス・ルーヴィエ内閣が崩壊すると、続くフェルディナン・サリアン内閣に内務大臣として入閣、パ＝ド＝カレー県の炭鉱労働者ストライキ鎮圧に軍を投入した。これにより社会主義派と決裂した。同年10月にサリアン内閣が総辞職すると、クレマンソーは首相に就任、1909年まで務めた。首相としては軍備拡張や帝国主義政策を推進、イギリス、ロシア帝国と三国協商を締結した。
1917年、第一次世界大戦で西部戦線が膠着し、フランス国内に敗戦主義の空気が見られるようになると、レイモン・ポアンカレ大統領に請われ、再度首相に就任し、断固とした戦争政策を強行した。1919年のパリ講和会議では、厳しい対独強硬論、特に多額の賠償支払いを主張し、ヴェルサイユ条約に調印した。
1920年、大統領選挙に敗北して引退。1929年11月24日にパリで死去。88歳没。

## エピソード

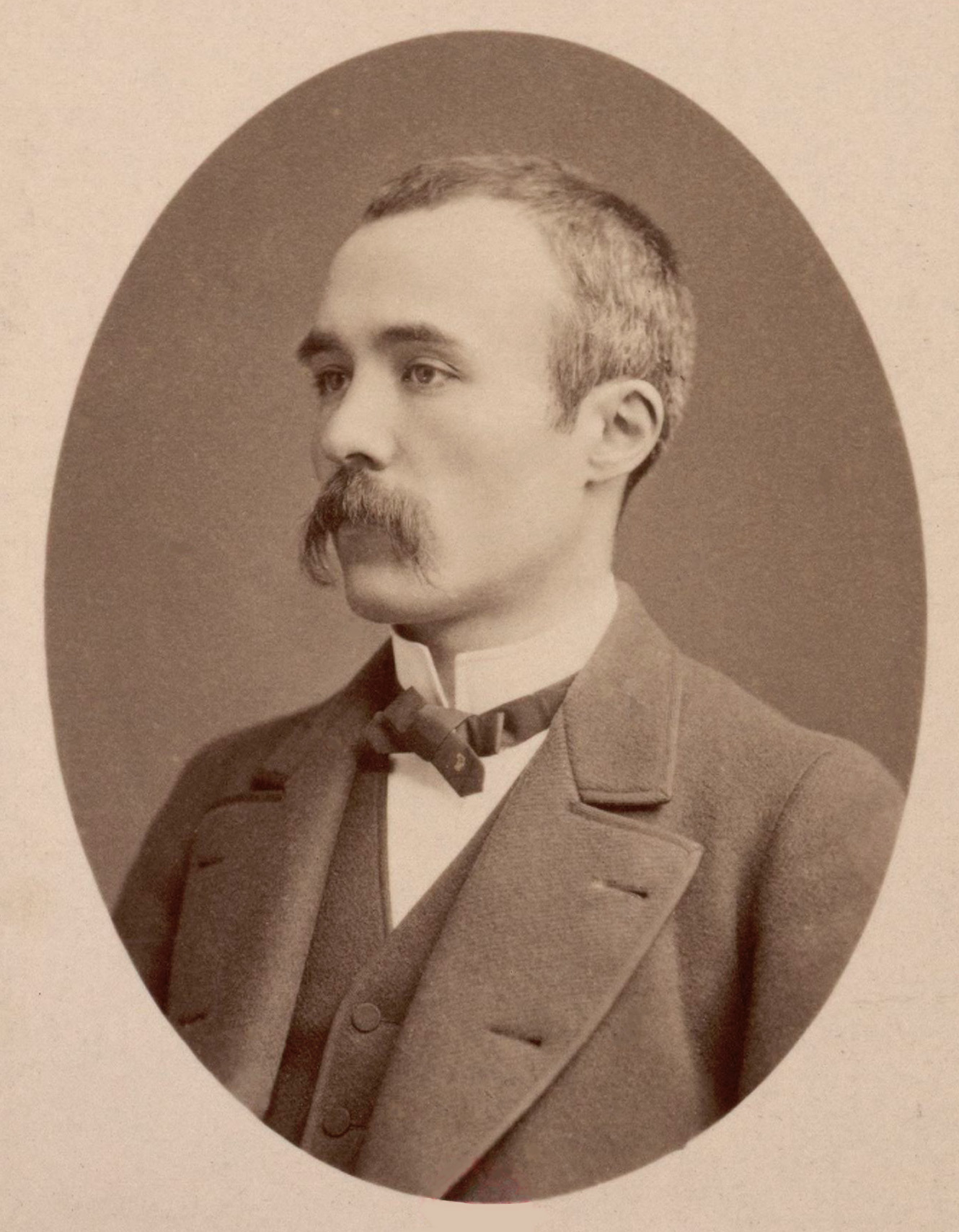
ジョルジュ・クレマンソー
（ナダールによる撮影）

- パリ講和会議に日本の全権特使として出席した西園寺公望は、パリ留学時代をクレマンソーと同じ下宿で過ごした親友であり、その友情は講和会議での日本の立場を保持するのに大いに役立ったと伝えられるが、別の逸話では日本代表による日本語訛りの演説に際し、周りに聞こえるような声で「あのチビは何を言っているのか」と発言したとも伝えられる[2]。
- 中世において、南イタリアの島嶼部などがアラブ人やイスラム教徒に支配されていたことから、「イタリア人は半分汚い血が入っている」と公言していた[3]。「汚い血」とは「ヨーロッパ人ではない血」のことであり、アラブを指しており、南イタリアは地中海の南にあり、文化的にも北アフリカに近く、肌の色も褐色であることを指している[3]。
- パリに留学中であった東久邇宮稔彦王とも親友モネから紹介され、親交を深めた。フィリップ・ペタン元帥と共に会見した際に、「アメリカが日本を撃つ用意をしている（オレンジ計画も参照）」との忠言を与えたことから、宮は帰国後、各方面に日米戦争はすべきでないと説いて回ったが、西園寺公望以外は誰も耳を傾ける者はいなかった。日米交渉も大詰めを迎えた1941年（昭和16年）、近衛内閣で陸軍大臣の地位にあった東條英機に、宮はこのクレマンソーの忠言を披露し、陸軍も日米交渉に協力すべきと説いたが、東條は「自分は陸軍大臣として、責任上アメリカの案を飲むわけにはゆかない」と応答し宮の尽力は実らなかった[4]。
- パリのシャンゼリゼ通りにある地下鉄シャンゼリゼ＝クレマンソー駅やフランスの空母クレマンソーは彼の名にちなんでいる。
- 画家クロード・モネの親友であり、モネの名作『睡蓮』はクレマンソーの提案で描かれた[5]。
- 日本の茶道具「香合」に魅せられ、多数を収集、所蔵していた。1976年、カナダのモントリオール美術館で、彼の収集品（安土桃山時代から江戸時代末期にかけての香合約3000点）が発見され、現在はクレマンソー・コレクションとして一部が公開されている。

### 日本語文献
- 『クレマンソー 時局の生める四大人豪』 煙山専太郎 早稲田大学出版部, 1919年
- 『クレマンソー』 浦山半平訳 世界人伝記叢書 第6 春陽堂, 1931年
- 『猛虎宰相クレマンソー』 桃井京次 平凡社, 1933年
- 『偉人伝記文庫（クレマンソー）』 中川重 日本社, 1935年
- 『連合軍反撃せよ クレマンソー勝利への記録』 J.H.モルダック 酒井鎬次訳、芙蓉書房, 1974年
- 『クレマンソー』ミシェル・ヴィノック、大嶋厚訳、作品社, 2023年